# 夏雲鼎
夏雲鼎（？—？），字四雲，石首人，明朝政治人物。

## 生平
生卒年不詳。天啟四年甲子，舉於鄉。後屢試不中。任新野教諭。為人灑脫，下筆數千言立就。與董其昌、陳繼儒、王思任、楊龍友、黃公望、倪瓚、王時敏、孔尚任等人並稱“金陵九子”。晚年升遷涪州知州，卒於任上。

## 著作
輯有《崇禎八大家詩選》八卷。